# Abri de Cro-Magnon
De abri de Cro-Magnon is een rotsschuilplaats en laatpaleolithische vindplaats uit het Aurignacien, gelegen in Les Eyzies, een gehucht in de gemeente Les Eyzies-de-Tayac-Sireuil, Dordogne, in het zuidwesten van Frankrijk.
De meeste bekendheid heeft het gekregen door de vondst van anatomisch moderne menselijke resten, blijkbaar begraven op de plaats, gedateerd op ongeveer 28.000 jaar vóór heden (BP). Vanwege zijn archeologische belang werd de Abri de Cro-Magnon ingeschreven op de Werelderfgoedlijst van UNESCO als onderdeel van de Prehistorische locaties en beschilderde grotten in de Vézèrevallei. 

## Menselijke resten
In 1868 vonden werklieden botten van dieren, vuurstenen werktuigen en menselijke schedels in de rotsschuilplaats. De Franse geoloog Louis Lartet werd opgeroepen voor opgravingen en vond de gedeeltelijke skeletten van vier prehistorische volwassenen en een baby, samen met geperforeerde schelpen die als ornamenten werden gebruikt, een voorwerp gemaakt van ivoor en een bewerkt rendiergewei.
Deze "Cro-Magnon-mensen" werden geïdentificeerd als de prehistorische menselijke soort van Europa, in tegenstelling tot de neanderthaler, een paar jaar eerder beschreven door William King op basis van het Neanderthaler 1- fossiel dat in 1856 in Duitsland werd ontdekt. Lartet stelde in 1869 de ondersoortnaam Homo sapiens fossilis voor. De term cro-magnonmens werd al snel in algemene zin gebruikt om de oudste moderne mensen in Europa te beschrijven. Later werd de term gebruikt voor elke vroegmoderne mens, waar deze ook werd aangetroffen, zoals het geval was met de verafgelegen overblijfselen van de Qafzehgrot in Israël en verschillende paleo-indianen in Amerika. 
Cro-Magnon 1 bestaat uit een schedel en gedeeltelijke skeletresten van een mannelijk individu, ongeveer 40 jaar oud. Het is gedateerd op 27.680 ± 270 (BP). De schedelholte meet 1.600 cm². De capaciteit van de schedelholte van een moderne volwassen mens is 1.200 to 1.700 cm². 
Cro-Magnon 2 is een gedeeltelijk bewaard gebleven vrouwelijke schedel met duidelijke gelijkenissen in het gezicht met Mladeč 2. 
Cro-Magnon 3 is een gedeeltelijke schedel van een mannelijke volwassene.
Aangenomen wordt dat de overblijfselen volwassenen vertegenwoordigen die op hoge leeftijd stierven en die op de plek werden geplaatst, samen met stukjes schelp en dierentanden in wat hangers of halskettingen lijken te zijn, als deel van een schijnbaar opzettelijke begrafenis. De aanwezigheid van sieraden en gereedschappen suggereert het concept van grafgiften. 
Analyse van de pathologie van de skeletten laat zien dat de mensen uit deze periode een fysiek zwaar leven leidden. Naast een infectie hadden verschillende van de in de rotsschuilplaats aangetroffen individuen ook wervels in hun nek versmolten, wat duidde op traumatisch letsel. De volwassen vrouw die in de rotsschuilplaats werd gevonden, overleefde al een tijdje met een schedelbreuk. Omdat deze verwondingen zelfs vandaag de dag levensbedreigend zouden zijn, suggereert dit dat de Cro-Magnons vertrouwden op steun van de gemeenschap en voor elkaars verwondingen zorgden. Bovendien leed Cro-Magnon 1 aan een genetische aandoening genaamd ziekte van Von Recklinghausen, waardoor hij grote cysten of tumoren op zijn gezicht zou hebben gekregen, duidelijk zichtbaar in de holte in het voorhoofdsbeen en de putten van de wenkbrauwen en jukbeenderen. 
Vergeleken met neanderthalers vertoonden de skeletten hetzelfde hoge voorhoofd, rechtopstaande houding en een slank (graciel) skelet als moderne mensen. 

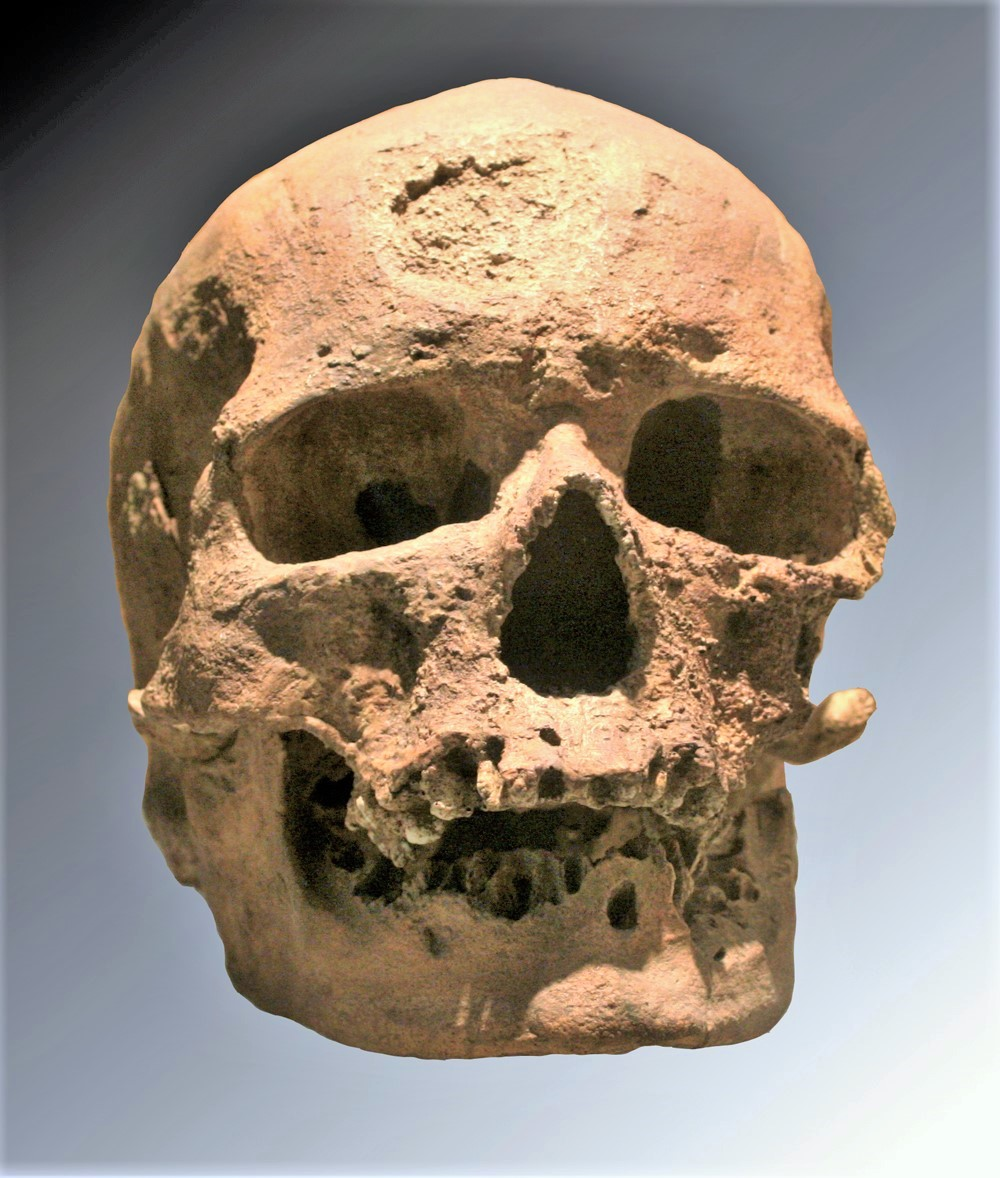
Cro-Magnon 1 (Musee de l'Homme, Parijs)
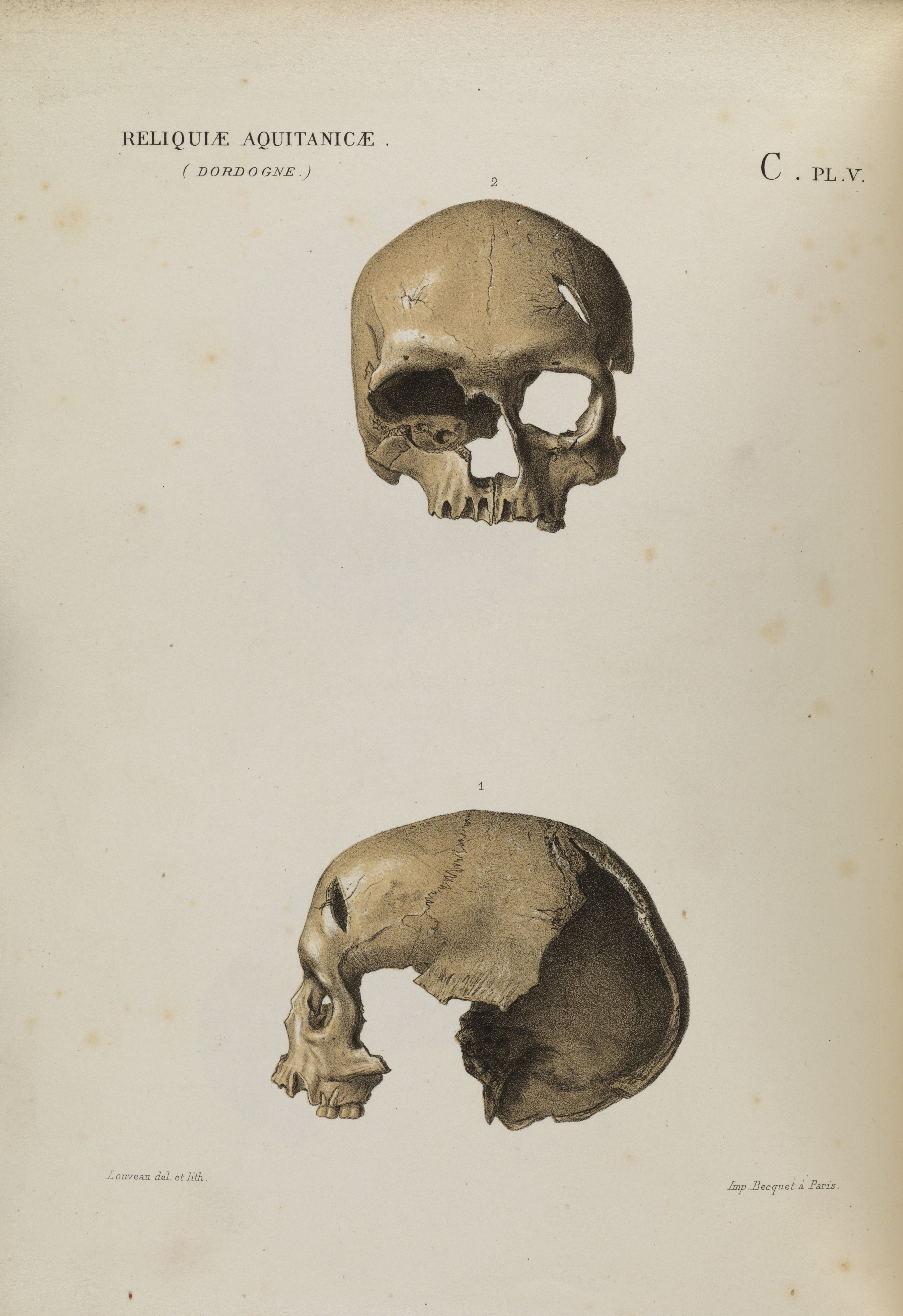
twee weergaven van Cro-Magnon 2 (1875)
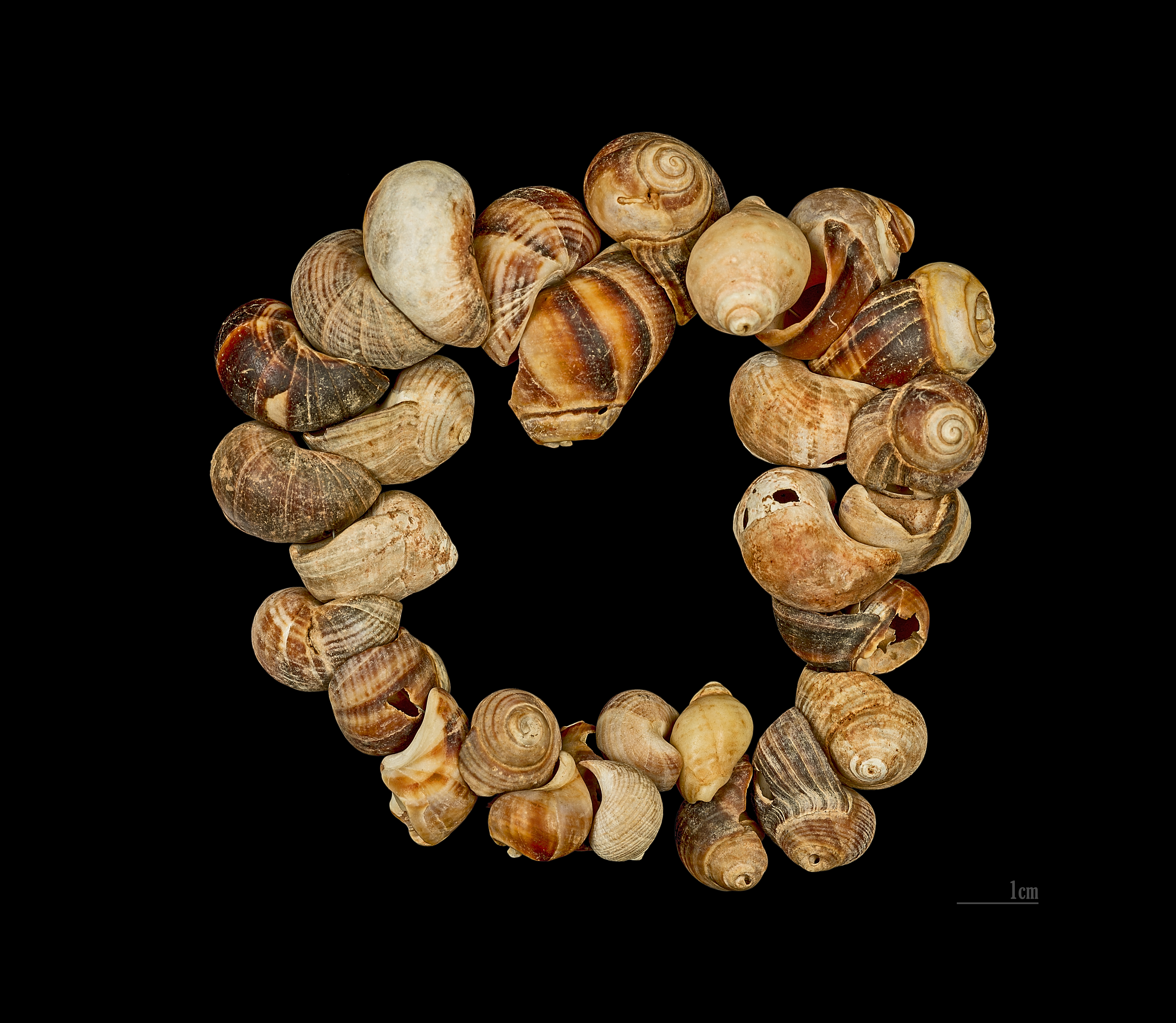
ketting van slakkenhuizen

- Système universitaire de documentation: 050166875
- Virtual International Authority File: 11144648124576834095